# Allograpta annulipes
Allograpta annulipes är en tvåvingeart som först beskrevs av Macquart 1850.  Allograpta annulipes ingår i släktet Allograpta och familjen blomflugor. Inga underarter finns listade i Catalogue of Life.